# Kalkniedermoor bei Birkefehl
Kalkniedermoor bei Birkefehl este o arie protejată (arie specială de conservare — SAC, sit de importanță comunitară — SCI) din Germania întinsă pe o suprafață de 4,94 ha, integral pe uscat.

## Localizare
Centrul sitului Kalkniedermoor bei Birkefehl este situat la coordonatele 51°00′44″N 8°17′19″E / 51.0122°N 8.2886°E.

## Înființare
Situl Kalkniedermoor bei Birkefehl a fost declarat sit de importanță comunitară în martie 2001 pentru a proteja un număr necunoscut de specii din flora spontană și fauna sălbatică aflate în arealul zonei. Situl a fost protejat și ca arie specială de conservare în decembrie 2004.

## Biodiversitate
Situată în ecoregiunea continentală, aria protejată conține 2 habitate naturale: Fânețe montane, Mlaștini alcaline.
La baza desemnării sitului se află un număr nedeclarat de specii protejate.